# Le Train d'El-Kantara
Le Train d'El-Kantara est un roman de Jacques Delval paru en 1998  (ISBN 978-2081644632).

## Résumé
Pendant la guerre d'Algérie, Lakdar, un garçon âgé de 13 ans, gagne sa vie comme vendeur d'eau à la gare d'El Kantara. Embarqué contre son gré dans un train de soldats français, il découvre la peur, le racisme et l'amitié.